# クラウディオ・コルティ

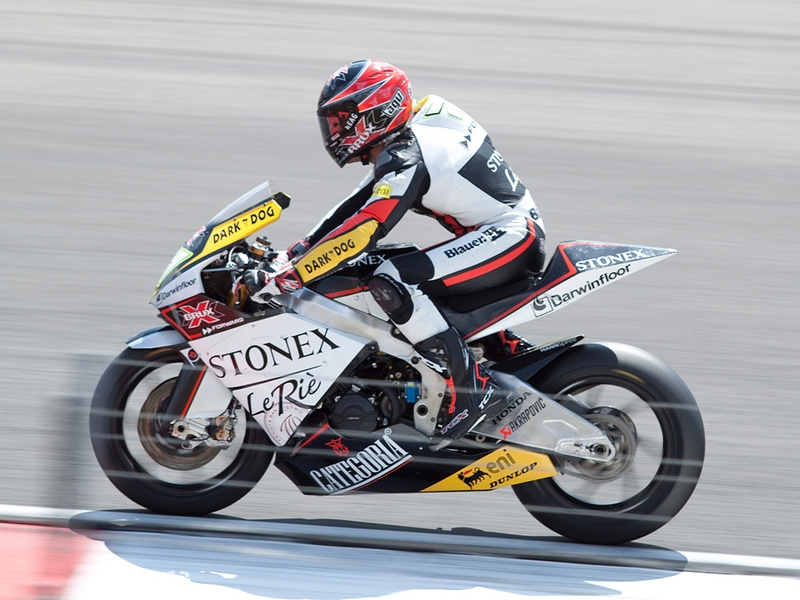
2010年 ダッチTT

クラウディオ・コルティ ( Claudio Corti, 1987年6月25日 - ) は、イタリア・ロンバルディア州コモ出身のオートバイレーサー。2013年よりロードレース世界選手権MotoGPクラスに参戦中。

## 経歴
ポケバイでレースキャリアを始める。2004年にはイタリア国内のスーパースポーツカップでシリーズランキング2位に入った。翌2005年にはスーパーバイク世界選手権(SBK)のサポートイベントであるヨーロッパスーパーストック600選手権に参戦し、ヤマハ・YZF-R6を駆ってシリーズ10戦中5勝を挙げ、シリーズチャンピオンに輝いた。
2006年シーズンからは同じくSBKのサポートイベントであるFIMスーパーストック1000カップにステップアップ。2009年までの4シーズンを戦い、2006年、2007年、2009年の3度シリーズ2位を記録した。
2010年はロードレース世界選手権で新たに始まったMoto2クラスに、フォワード・レーシングチームからスッターのシャシーを駆ってジュール・クルーセルのチームメイトとして参戦した。開幕直前のヘレスでの合同テストではトップタイムをマークし、17戦全戦を完走したものの、うちポイント獲得は7戦、最高位は第12戦サンマリノGPでの9位に留まり、年間ランキングは25位に終わった。第5戦イギリスGPではポールポジションを獲得し、決勝でも終盤までトップ争いを展開していたが、残り2周となった時点で惜しくも転倒、レースに復帰したものの30位に終わった。
2011年はイタルトランス・チームに移籍し、ロベルティーノ・ピエトリをチームメイトに、引き続きスッターのマシンで参戦。第16戦オーストラリアGPでは週末を通して高パフォーマンスを発揮し、マルク・マルケスと最後まで表彰台を争い自己ベストの4位に入賞する活躍をみせる。だがそれ以外のレースではポイントを獲得しても14位前後に沈むなどやや局地的なパフォーマンスとなってしまい、ランキングも昨年同様25位に終わった。
2012年も同チームから継続参戦。チームメイトはピエトリに代わり、第15戦日本GPで代役を任せた中上貴晶が務めることとなった。
2013年はMotoGPクラスへ昇格を果たす。フォワード・レーシングチームよりコーリン・エドワーズのチームメイトとしてCRTマシンで参戦する。

## 主なレース戦績

### スーパーストック600/1000ヨーロッパカップ
| シーズン | カテゴリ | バイク            | 出走 | 優勝 | 表彰台 | PP | FL | ポイント | シリーズ順位 |
| -------- | -------- | ----------------- | ---- | ---- | ------ | -- | -- | -------- | ------------ |
| 2005年   | STK600   | ヤマハ・YZF-R6    | 10   | 5    | 7      | 2  | 3  | 188      | 1位          |
| 2006年   | STK1000  | ヤマハ・YZF-R1    | 10   | 4    | 4      | 3  | 2  | 153      | 2位          |
| 2007年   | STK1000  | ヤマハ・YZF-R1    | 11   | 2    | 8      | 2  | 2  | 157      | 2位          |
| 2008年   | STK1000  | ヤマハ・YZF-R1    | 10   | 0    | 1      | 2  | 0  | 57       | 11位         |
| 2009年   | STK1000  | スズキ・GSX-R1000 | 10   | 2    | 5      | 0  | 1  | 168      | 2位          |

### ロードレース世界選手権
- 凡例
- ボールド体のレースはポールポジション、イタリック体のレースはファステストラップを記録。

| シーズン | クラス | バイク       | 1      | 2      | 3      | 4      | 5      | 6       | 7      | 8      | 9      | 10     | 11     | 12      | 13     | 14     | 15     | 16      | 17     | 18      | シリーズ順位 | ポイント |
| -------- | ------ | ------------ | ------ | ------ | ------ | ------ | ------ | ------- | ------ | ------ | ------ | ------ | ------ | ------- | ------ | ------ | ------ | ------- | ------ | ------- | ------------ | -------- |
| 2010年   | Moto2  | スッター     | QAT 20 | SPA 18 | FRA 15 | ITA 22 | GBR 30 | NED 17  | CAT 22 | GER 22 | CZE 26 | IND 13 | RSM 9  | ARA 11  | JPN 14 | MAL 15 | AUS 15 | POR 19  | VAL 19 |         | 25位         | 20       |
| 2011年   | Moto2  | スッター     | QAT 21 | SPA 21 | POR 11 | FRA 22 | CAT 17 | GBR Ret | NED 15 | ITA 23 | GER 15 | CZE 14 | IND 22 | RSM 18  | ARA 19 | JPN    | AUS 4  | MAL Ret | VAL 15 |         | 25位         | 23       |
| 2012年   | Moto2  | カレックス   | QAT 16 | SPA 6  | POR 14 | FRA 2  | CAT 13 | GBR 6   | NED 16 | GER 9  | ITA 9  |        | IND 10 | CZE Ret | RSM 14 | ARA 9  | JPN    | MAL     | AUS    |         | 14位         | 74       |
| 2012年   | MotoGP | インモテック |        |        |        |        |        |         |        |        |        | USA    |        |         |        |        |        |         |        | VAL Ret | NC           | 0        |
| 2013年   | MotoGP | FTRカワサキ  | QAT 16 | AME    | SPA    | FRA    | ITA    | CAT     | NED    | GER    | USA    | IND    | CZE    | GBR     | RSM    | ARA    | MAL    | AUS     | JPN    | VAL     | NC*          | 0*       |

- * は、シーズン中の順位とポイント。